# جوزيف وارنر ميرفي
جوزيف وارنر ميرفي هو محامي وفلاح وسياسي كندي، ولد في 21 ديسمبر 1892 في كندا، وتوفي في 3 يوليو 1977. حزبياً، نشط في الحزب الكندي التقدمي المحافظ. وقد انتخب عضو مجلس العموم الكندي.